# William Harris (Botaniker)
William Harris (* 15. November 1860 in Enniskillen; † 11. Oktober 1920 in Kansas City) war ein irischer Botaniker und Pflanzensammler. Sein offizielles botanisches Autorenkürzel lautet „Harris“.

## Leben und Wirken
William Harris ging nach einer kurzen Gärtnerausbildung in Liverpool im Juni 1879 nach Kew, um dort an den Königlichen Botanischen Gärten Botanik und Gartenbau zu studieren. Bereits zwei Jahre später, 1881, wurde er nach Jamaika geschickt, um als Superintendent der Botanischen Abteilung von Jamaika zu arbeiten. Hier war er für die Verwaltung verschiedenen Gärten zuständig: Kings House Gardens and Grounds (1881–1884), Castelton Botanic Gardens (1884–1887), Hope Gardens (1887–1891), Hill Gardens and Chichona Plantations (1891–1900).
Ab 1884 unternahm Harris zahlreiche Sammelreisen in Jamaika und entdeckte eine Reihe neuer Arten, die er zumeist gemeinsam mit Nathaniel Lord Britton beschrieb. Unter den Erstbeschreibungen befinden sich zum Beispiel die beiden Kakteenarten Opuntia jamaicensis und Rhipsalis jamaicensis.
In Anerkennung seiner Leistungen wurde er 1899 als Mitglied in die Linné-Gesellschaft aufgenommen.
Von 1908 bis 1917 war er Superintendent der Public Gardens and Plantations von Jamaika. 1917 wurde er „Government Botanist“ und im April 1920 wurde er zum Assistant Director für Landwirtschaft ernannt.
Im September 1920 muss er zum ersten Mal Jamaika verlassen, um eine Entzündung der Speiseröhre behandeln zu lassen. Harris stirbt am 11. Oktober 1920 im Haus seines Sohnes in Kansas City.

## Ehrentaxon
Nathaniel Lord Britton benannte ihm zu Ehren die Gattung Harrisia der Pflanzenfamilie der Kakteengewächse (Cactaceae).
Auch die Pflanzengattung Harrisella Fawc. & Rendle aus der Familie der Orchideengewächse (Orchidaceae) wurde nach ihm benannt.

## Schriften
- List of orchids grown in the Public Gardens, Jamaica. 1896